# Лавин, Томас Джозеф
Томас Джозеф Лавин (англ. Thomas Joseph Lavin, чаще T. J. Lavin; род. 7 декабря 1976, Лас-Вегас, Невада, США) — американский BMX-ер, музыкант и ведущий популярного реалити-шоу The Challenge на MTV.

## Карьера

### BMX
В двухлетнем возрасте Лавин впервые сел на велосипед. В 15 лет увлёкся прыжками и трюками и к 19 годам стал профессионалом, выиграв почти все соревнования, в которых принимал участие, включая X Games и Dew Action Sports Tour. Стал чемпионом DK Dirt Circuit Champ, CFB Champion и получил прозвище «Король трассы».

### Массовая культура

#### Музыка
Лавин самостоятельно обучался игре на фортепиано, создал собственную домашнюю студию звукозаписи.
Выпустил свой альбом LAVS «The First Set», а в 2008 году записал сингл «Soldier», посвящённый своему близкому другу Стивену Мюррею, которого парализовало после травмы, полученной на AST Dew Tour 22 июня 2007 года. Все средства от продажи диска были направлены в Фонд поддержки Стивена Мюррея.

#### Видеоигры
В честь Лавина названа видеоигра «MTV Sports: T.J. Lavin’s Ultimate BMX» и снят фильм «A Film about T.J. Lavin».

#### Телевизионная карьера
Начиная с 11-го сезона Лавин является ведущим известного американского реалити-шоу «The Challenge».

## Несчастный случай
14 октября 2010 года, участвуя в Dew Tour, не сумел справиться с велосипедом, получил серьёзную травму и был отправлен в ближайший госпиталь. Две недели провёл в коме, впоследствии лечился от пневмонии. 20 октября уже мог дышать самостоятельно и слегка шевелить пальцами. 16 ноября он вернулся домой.